# Chiesa di San Michele Arcangelo (Foggia)
La chiesa di San Michele Arcangelo è una chiesa cattolica di Foggia, progettata dall'architetto Concezio Petrucci dal 1932 e consacrata nel 1936.

## Storia
Nel 1929, per la costruzione del nuovo municipio di Foggia, era stata demolita la chiesa di Sant'Angelo, risalente al XII secolo e da poco affidata ai giuseppini del Murialdo che, per le esigenze di culto si erano provvisoriamente trasferiti prima in un'abitazione privata e poi presso la chiesa di Sant'Agostino. Nel 1932, con l'elevazione a parrocchia dell'antica rettoria di Sant'Angelo, il vescovo di Foggia Fortunato Maria Farina commissionò all'architetto cesenate Egisto Belletti la redazione di un progetto di chiesa munita di opere parrocchiali. Belletti riadattò alla realtà foggiana un progetto pensato originariamente per Codigoro; tale progetto, che fondeva elementi neoromanici e neogotici, venne però scartato anche a causa del costo di realizzazione, che parve eccessivo alla committenza.
La curia foggiana si rivolse quindi a un architetto di origine foggiana, Concezio Petrucci, esponente della più moderna architettura razionalista.
Nonostante la necessità di operare in economia, Petrucci accettò l'incarico sia per riconoscenza verso il vescovo, il quale gli aveva in gioventù sovvenzionato gli studi, sia perché favorevolmente colpito dall'apertura alle soluzioni architettoniche moderne prospettata dalla committenza. Così si esprimeva infatti don Pietro Fipaldini che per conto dei padri giuseppini seguiva direttamente il procedere dei lavori:
(Lettera di Pietro Fipaldini a Concezio Petrucci, 17 giugno 1932.)
Una prima redazione del progetto, presentata nel 1933 alla V Triennale di Milano nella sezione "L'Italia che si rinnova", prevedeva la costruzione, a partire dal campanile posto a destra del sagrato, di un corpo di fabbrica a doppia altezza e forma ad L che insieme al fianco destro della chiesa cingesse su tre lati, tutti porticati, un ampio cortile. Nella redazione definitiva, risalente al 1934 e presentata nel 1935 alla Mostra Internazionale di Architettura e Urbanistica presso l'Esposizione Universale di Bruxelles, la porzione del corpo di fabbrica parallela alla chiesa fu tuttavia soppressa e i locali dell'opera parrocchiale si sviluppavano ortogonalmente all'edificio sacro, ospitando le residenze, le aule e il teatro parrocchiale.
I lavori furono ufficialmente avviati il 29 settembre 1934 e si conclusero entro il 20 giugno 1936, quando il monsignor Farina consacrò la chiesa e inaugurò le opere parrocchiali. Dal 1964 al 1996 le suore Murialdine di San Giuseppe hanno gestito una scuola materna. Tra il 1986 e il 1989 furono ampliati alcuni locali parrocchiali. Fu custodito per oltre 40 anni da Guido Rizzi fino al giorno della sua morte. Quest'ultimo morì nell'ottobre del 2016.

## Descrizione

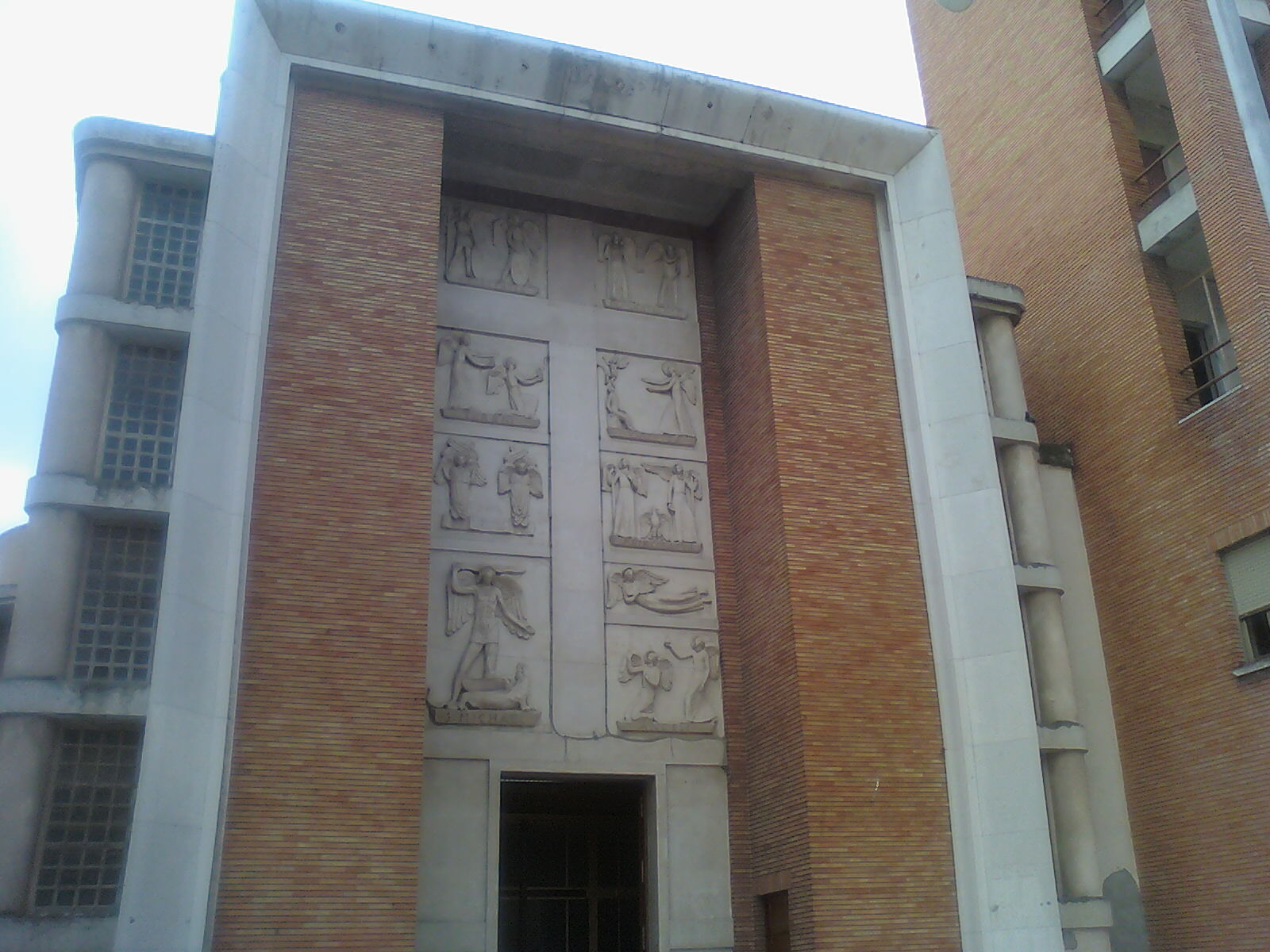
La facciata della chiesa e il portale d'ingresso

facciata della chiesa, posta su una piazzetta, è inquadrata da un'ampia cornice aggettante che racchiude il portale, stretto tra due colonne rivestite di laterizi; più in alto rispetto al portale, per tutta l'altezza dell'edificio, otto altorilievi di Amedeo Vecchi, realizzati in cemento plastico bianco e raffiguranti la gerarchia degli Angeli, sono suddivisi in modo da mettere in evidenza una croce spoglia di ogni decoro. A destra del portale è posto un alto campanile in cemento armato pure rivestito di laterizi, tra i quali si inframmezzano alcuni ballatoi. Il lato destro della piazzetta , parte dell'edificio delle opere parrocchiali, è caratterizzato da cinque finestre a forma di oculo disposte orizzontalmente al secondo piano.
ente a contenere mille persone, si presenta a navata unica ed è caratterizzato da pareti sezionate a dente di sega, sulle quali si aprono finestre nascoste alla vista di chi è entrato nell'edificio. 
Il corredo iconografico dell'edificio, raffigurante arcangelo Michele, la Madonna del Rosario, la Madonna del Carmelo, le Stazioni della Via Crucis e il Cuore di Gesù, è opera degli scultori Venanzio Crocetti, Coccia, Bertolini e Cavalieri e dei pittori Mario Prayer e Cipriano Efisio Oppo. Le vetrate, raffiguranti il Battesimo di Gesù, sono istoriate da Giuseppe Zaccheria.
Il cortile interno è delimitato per due lati consecutivi dal fianco destro della chiesa e dall'edificio delle opere parrocchiali, uniti da un porticato a colonne circolari.